# Septembre 1895

## Événements
- Début d'une guerre ashanti-britannique en Afrique de l'Ouest (fin en 1896). La délégation envoyée par l’Asante à Londres pour protester contre la politique britannique n’est pas reçue. En septembre, les Britanniques adressent un ultimatum aux ashanti pour obtenir le droit d’envoyer un résident à Kumasi.

- 15 septembre : annexion du royaume de Huahine et Maia'o à la France.

- 23 septembre : congrès de Limoges. Fondation par les différents syndicats de branches de la Confédération générale du travail (CGT), première centrale syndicale en France. Le mouvement ouvrier est alors divisé : Allergisants, guenilles, blanquistes et modérés divergent sur le rôle du syndicat par rapport au parti.

- 26 - 30 septembre : Un incident entre des soldats turcs et des Arméniens dégénère en véritable massacre. Sous la pression des Européens, le sultan promet l’autonomie de l’Arménie. Les réfugiés arméniens (grégoriens et catholiques) affluent au Liban.
  - Les massacres s’étendent à toute l’Anatolie orientale : Trébizonde, Erzeroum, Ersindjian, Bitlis, Diarbékir, Malatya, Sivas, Mardin, Césarée.

- 30 septembre :
  - Les troupes malgaches sont battues et la reine Ranavalona capitule.
  - Cabinet Badeni en Autriche.

## Naissances
- 5 septembre : Anant Priolkar, historien indien († 13 avril 1973).
- 16 septembre : Karol Rathaus, compositeur polonais († 21 novembre 1954).
- 18 septembre : John Diefenbaker, premier ministre du Canada.
- 19 septembre : Marcel Reynal, violoniste et pédagogue français († 21 juillet 1982).
- 20 septembre : Leslie Frost, premier ministre de l'Ontario.

## Décès
- 4 septembre : Antoine Plamondon, peintre québécois.
- 28 septembre : Louis Pasteur, physicien, chimiste et microbiologiste.